# Omnia vincit amor

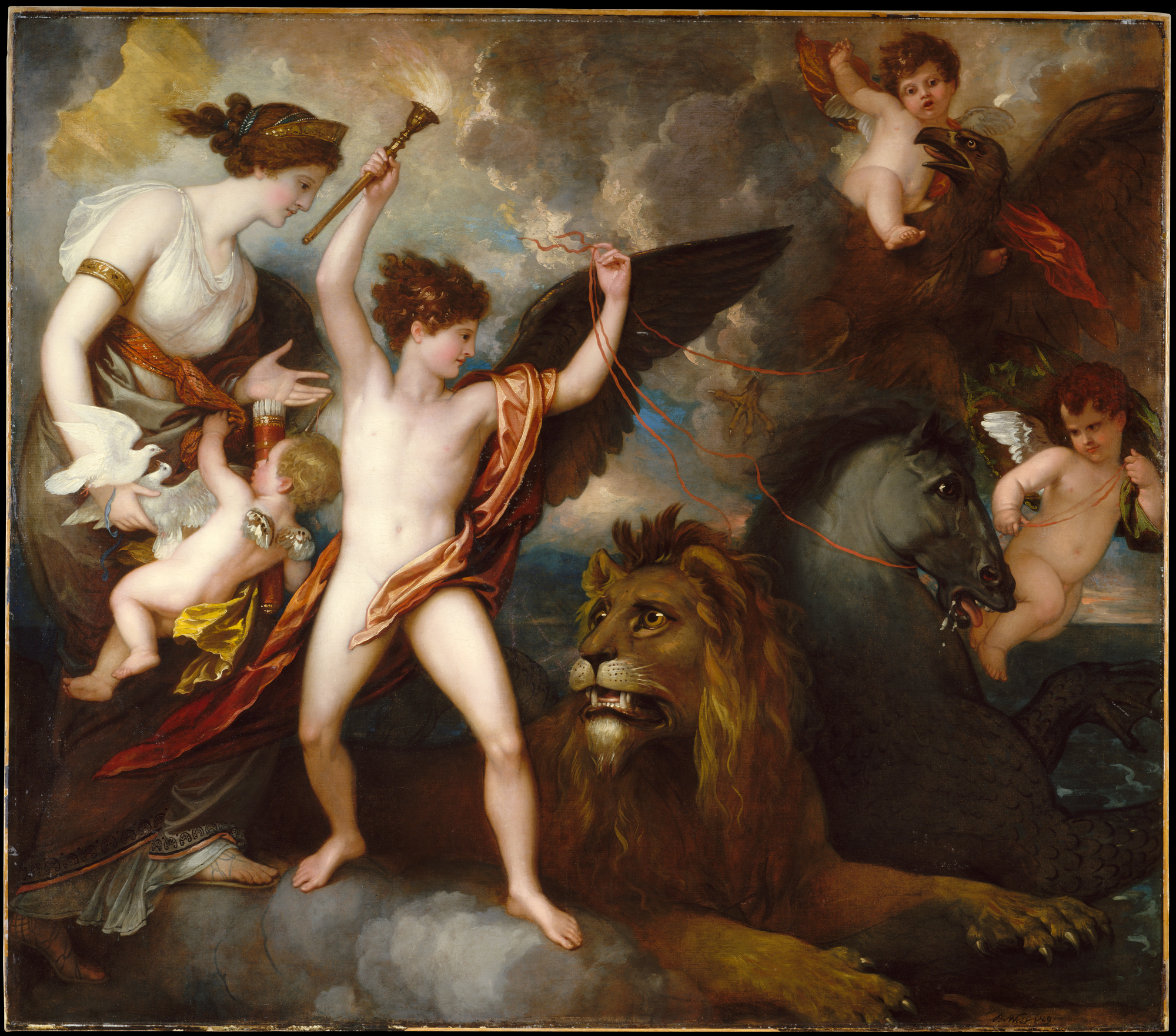
Benjamin West: „Omnia Vincit Amor“

Omnia vincit amor, auch amor vincit omnia, lateinisch für „Liebe besiegt alles“, war ein beliebter Wahlspruch von Rittern und Minnesängern im 13. und 14. Jahrhundert. Die Phrase wurde durch ein A im Wappen oder auf dem leinernen Überwurf symbolisiert und wurde auch in der Kunst zitiert.
Der Spruch geht zurück auf ein Zitat aus Vergils 10. Ekloge (10, 69): omnia vincit amor. Von Vergil stammt auch der Ausspruch labor omnia vincit („Arbeit besiegt alles“).